# Бої в Бірчі та околицях
Бої в Бірчі та околицях — серія нападів УПА на місто Бірча.

## Загальна ситуація
Після закінчення Другої світової війни, частина західноукраїнських земель: Підляшшя, Холмщина та Лемківщина опинилися за т. зв. «лінією Керзона» в Польській Народній Республіці. Польський комуністичний уряд заводив свої нові порядки, перш за все на східних територіях, які були для нього найнебезпечніші, бо там діяли не тільки відділи українського підпілля, але також і польська підпільна АК та ВіН. Поляки-комуністи хотіли позбутись за всяку ціну українського населення, переселяючи його до УРСР.
Ще перед встановленням офіційних кордонів Польщі 16 серпня 1945 р. польські цивільні установи і народна міліція (Milicja Obywatelska) МО робили зимою і весною напади на українські села, котрі часто супроводжувались грабунками, мордуванням українського населення. Ці напади на українське населення дали поштовх до створення самооборонних відділів СКВ (Самооборонні Кущові Відділи), які і стали зав'язком для пізніше створених сотень Української Повстанської Армії, яка в той час ще не діяла на тій території.
Масова акція виселення почалась в серпні 1945 р. Великі польські військові відділи під проводом більшовицьких спецкомісій по виселенню розташувалися майже в кожному українському селі. Зразу більшовицькі комісари збирали мітинги та вели пропаганду за добровільний виїзд до УРСР. Однак такі заходи не давали бажаних результатів. Бачачи це, більшовицькі агітатори вдалися до терору. Арештами людей, побоями, вбивствами, ґвалтуванням жінок, підпалюванням сіл та грабунком вони намагались зломити опір населення. Почалось насильне виселення людей із сіл. Дуже часто пішки гнали селян на збірні пункти до залізничних станцій. При тому казали підписувати заяви про «добровільне переселення». До терору ВП (Війська Польського) та НКВД долучилось також немало і польське цивільне населення тих сіл, де було мішане населення, або і сусідніх чисто польських сіл Делягува, Тарнавка, Сільниця, Павлокома (українське населення Павлокоми вимордоване 3 березня 1945 року), які помагали в грабуванні українського населення, маючи за собою польське військо.

## Протидія депортаціям
Головне Командування УПА та Краєвий Провід Закерзоння дали доручення збройно виступити проти ВП та виселенчих комісій. У підпільному надрайоні «Холодний Яр», який ділився на п'ять районів і до якого входила Перемищина та Бірчанщина, діяли 4 сотні УПА під командуванням курінного «Коника». Були це сотні: «Громенка», «Бурлаки», «Ластівки» та «Барона». Діставши дозвіл від Головного Командування УПА, курінний «Коник» розпочав акцію проти вивезення населення у своєму терені. Знаючи від розвідки про наміри ворога провести виселенчу акцію в селі, сотні УПА допомагали населенню евакуйовуватись в ліси, де селяни спокійно могли перечекати час облави, знаходячись під охороною відділів УПА. Політвиховники УПА переводили по селах збори, вказуючи на злочинність виселенчої акції. Провід Закерзонського Краю видав ряд листівок із закликом до українського населення, щоб не виїздити, а до польського народу і ВП заклики припинити вбивства, підпали та знущання, бо це все використовує Москва, щоб порізнити обидва народи, які є в боротьбі з червоним окупантом. Але коли ці заклики не дали ніяких успіхів, а поляки далі тероризували українське населення, відділи УПА вдарили по ворогові. Було розгромлено ворожі залоги ВП та більшовицькі переселенчі комісії в селах Тисова, Войткова і Жогатин. Висаджено або спалено десятки мостів, заміновано залізничні рейки, знищено телефонні лінії, розкопувано дороги та збудовано барикади.
Від Перемишля до Дубецька було вивезено понад 60 сіл, залишаючи лише по кілька родин поляків, або родин мішаних. Все майно, як живий інвентар, хатня обстановка, збіжжя в стодолах мусило залишитись на місцях. Селянам було дозволено брати лише найнеобхідніші речі. Щоб не дати українського майна у ворожі руки, Командування УПА видало сотням наказ молотити залишене на господарствах збіжжя та збирати його в спеціальних, до того приготованих криївках. Так, сотня Громенка зібрала коло 400—500 метрів пшениці. Надалі Краєвий Провід Закерзоння і Командування УПА дали доручення палити ці українські села, що їх вже виселено, щоб таким способом не дати нагоди полякам спроваджувати колоністів і заселяти їх на спустошені місця. В жовтні 1945 р. було спалено вищезгадані села, залишаючи лише ті хати, в яких залишились мешканці. При кінці жовтня спалено ще 6 польських сіл: Делягува, Сільниця, Тернавка, Бартківка, Лучки та Павлокому, села, які найбільше причинились до грабунків, вбивств та виселення. Лише у самій Павлокомі було вимордовано більш як 324 українців.
В дальшому етапі вивозу українського населення, більшість ВП та більшовицьких виселенчих комісій відійшла в повіти Ярославщини та Сяніччини. Частина ВП та більшовиків заквартирувалась в місті Бірчі та в близьких, вже вивезених селах, щоб ще виловлювати рештки населення, якого не захопила перша фаза вивозу. Щоб не дати полякам закріпитись в терені та продовжувати тероризувати рештки українського населення, Командування УПА вирішило знищити польський бастіон в Бірчі як також і довкільні села та в цей спосіб не дати можливостей квартирування для ВП. Тому, Командир «Коник» запланував однієї ночі вдарити на Бірчу та дооколичні села і викинути звідти польські залоги. До запланованої акції прибув на допомогу з-поза «лінії Керзона» курінь УПА командира «Прута».

## Перший напад (21—22 жовтня 1945)

### Напад куреня «Прута»
Вночі з 21 на 22 жовтня 1945 року, вдершись до міста, курінь «Прута» спалив 40 будівель, військові казарми, що їх 1940 року побудували більшовики, зруйнував суд, пошту, тюрму, з якої випустив в'язнів, та взяв в полон 7 польських вояків, яких переведено на присілок Буковина села Брижава, що був збірним пунктом куреня, і де полонених на другий день, по пропагандивній розмові та роздачі відозв до Війська Польського та підпільної літератури, відпущено додому.
Залогу міста було розбито. З ворожої сторони близько 150 вбитих та понад 200 поранених. Решта панічно втікала до Перемишля. Власні втрати куреня «Прута» — 4 вбитих і 6 поранених.

### Напад сотні «Громенка»
Тієї ж ночі дві сотні курінного «Коника»: сотня «Громенка» і «Барона» виконала акцію на село Кузьмину, а дві інших («Бурлаки» і «Ластівки») на село Гута-Березка та Сівчина. Планована акція на село Кузьмина не була вдалою. Українська розвідка повідомила, що в селі квартирує близько 300 вояків ВП і 40 МО. Сили УПА були понад 200 вояків в сотні «Громенка» та дві чоти сотні сотенного Барона. Чота чотового Бартля із сотні Громенка одержала наказ зліквідувати станицю МО, яка була розташована в мурованому будинку на краю села. Решта відділу мала наскочити на село, де було ВП. Акція мала початись умовленим знаком ракети. Однак польський вартовий під будинком МО помітив відділ чот. «Бартля» та підняв тривогу пострілом. Щоб не дати ворогові зайняти оборонних становищ навколо будинку, чот. «Бартель» атакує не чекаючи на умовлений знак. У цей момент інший відділ УПА, що йшов стрілецьким рядком, був ще на відстані 200—300 метрів від села. Почувши перші стріли сот. «Громенко» скомандував: «Праворуч, бігом руш!» Але застави ВП, сполохані пострілами на станиці МО відкрили сильний вогонь по сотні Громенка, що наступала бігом. Добігши до хат вояки сотні відкрили сильний вогонь по ворогові. В сотні з'явились поранені та вбиті. Вогонь упівців змусив ворога до відступу. Зав'язався рукопашний бій, стрільці палили за собою перші хати. Польські вояки вирвані зі сну вискакували в білизні на двір зі зброєю в руках та відстрілювалися. Та з долішнього кінця села почала надходити полякам допомога. Українські сили замалі і упівці не змогли витримати напору поляків. Повстанці відступили полем до гори в ліс. Ворог почав бити мінометами поперед сотні замикаючи вогнем відступ українцям. Сотник Громенко отримав поранення, він сам не міг йти і повстанці, посуваючись стрибками, тягнули його із собою аж поки не переповзли лінії обстрілу і вже там в повний зріст несли пораненого командира. Дійшовши на збірний пункт під лісом Кічери, передали пораненого для перев'язки. Згодом надійшли рештки бійців сотні.
Перемоги за відділами УПА не було. Ввечері перед нападом, до села Кузьмина прибуло ще близько 200 польських вояків, які боялись квартирувати малою силою, і в цей спосіб зміцнили Гарнізон ВП в селі до 600 людей. Це переважало упівські сили майже потрійно. У цьому бою впав чотовий «Барон» — поручник 1 УД УНА, його тіла з поля бою взяти не вдалося і якого поляки там-таки поховали. У 1946 році висипано там могилу та поставлено хреста. Зі сотні Громенка було 4 вбитих і 9 ранених. Скільки втрат мали поляки не вдалось ствердити, бо вони вбитих відвезли до Перемишля.

### Напад сотні «Бурлаки» та «Ластівки»
Тієї ж самої ночі дві сотні сот. «Бурлаки» і «Ластівки» під командою курінного «Коника» виконали акцію на село Гута-Березка і Сівчина, яка упівцям цілком вдалась. Як результат — погромлено ВП та спалено села.

### Результати
Посилена боротьба між відділами УПА та Військом Польським і спецвідділами МГБ для виселення українського населення загострила ситуацію в терені дій УПА. Цієї боротьби не вдалось вже приховати і польська преса була змушена про це заговорити. 17-та дивізія ВП, що проводила виселення в Бірщанщині, була майже розбита і відійшла для поповнення до Перемишля. На її місце прибула 9-та дивізія, яка мала остаточно зламати опір УПА на цьому терені. В листопаді 1945 виселено близько 50 сіл глибоко на захід в околиці Динова, Березова та Миргорода. Щоб звузити терен діяльності ВП і не дати йому змоги квартирувати у виселених селах, відділи УПА палять всі вивезені села та приступають до контратаки проти 9-ї дивізії ВП.

## Другий напад (29-30 листопада 1945)

Українські повстанці готуються до наступу на Бірчу.

Командир «Коник» підготовив другий наступ на Бірчу. Вночі з 29 на 30 листопада 1945 р. почато акцію чотирма сотнями. Зі сходу наступали сотні «Бурлаки» і «Ластівки» на села Нове Село і Корінець, які витисли розквартироване там Військо Польське, спалили села та посунулися в напрямі Бірчі. З північно-західньої сторони сотня «Громенка» (під командою чот. «Бартля»), взяв наступом село Рудавку та викинув квартируюче там ВП, яке навіть не чинило великого спротиву. Село спалили та посунулися в напрямі Бірча Стара. Там ВП чинило вже більший опір. Палаючі довкола села і сильна стрілянина з усіх сторін відлякало ВП, яке по короткому опорі відступило до міста. Сотня «Громенка» спалила Бірчу Стару і підійшла до місто. Сотня «Яра», (яку він перебрав після «Барона») підійшла з південної сторони, спалила село Воля Корінецька та підтягнулася під Бірчу.
У місті ВП забарикадувалося для оборони та било з гармат і мінометів на наступаючі українські сотні. Сотня Громенка наступала далі на місто. Ройовий «Різун» з Камінної Гори обстрілював місто з 82 мм міномета. Та внаслідок браку зв'язку поміж наступаючими сотнями та вогню, який палав довкруги міста, наступ сотень УПА було зупинено і почався відхід. Поляки потерпіли втрати від обстрілу нашим мінометом, та однак зліквідувати цю польську твердиню не вдалося. У сотні Громенка було троє поранених. Наляканий ворог почав укріплювати місто Бірчу, будуючи бункери, копаючи рови та стягаючи підкріплення Війська Польського з Перемишля.

### Результати
Невдача під Бірчою не спинила акцій УПА. Так, вночі з 26 на 27 грудня 1945 сотня «Бурлаки» і «Ластівки» виконала наскок на Перемишль, обстрілюючи його з 82 мм міномета, пошкодивши при тому електростанцію, водокачку, та наступом на казарми ВП в Пикуловичах примусила залогу до втечі до Перемишля. В тому часі був там англійський кореспондент, який був свідком наскоку на місто.
За весь час виселенчої акції, курінь УПА під командою курінного «Коника» провів близько 30 боїв, відплатних акцій та засідок на ВП. Однак невдача під Бірчою не давала спокою командирові «Коникові». Він хотів за всяку ціну знищити цю твердиню ВП, що стояла на залишених українським населенням теренах, які поляки називали «диким полем» і тому спланував третю за черговістю акцію на місто Бірчу.

## Третій напад (6-7 січня 1946)
З почату січня курінний «Коник» покликав на відправу чотирьох сотенних свого куреня. Сотню «Громенка» очолив сотенний «Орський», бо сотенний «Громенко» по пораненні ще не був здатний командувати сотнею.
Вернувшись з відправи на присілок Негребки 5 січня 1946, сотенний «Орський» покликав трьох чотових та сотенний почет на відправу. На відправі доручив приготовити залізну порцію харчів для сотні, вичистити зброю, взяти запасну амуніцію, полагодити взуття і уніформу та заготовити на кожний рій по п'ять пляшок нафти. Все це мало бути готовим на другий день, себто 6 січня до обіду. О годині 2-ій по полудні мав бути вимарш сотні.
О год. 2-й 6 січня сотня стояла на збірці готова до вимаршу. Сотенний Орський подав напрям маршу та збірний пункт в присілку Буковина села Брижави, до 15 км відстані. Пролунав наказ відмаршу і сотня стрілецьким рядом рушила в наказаному напрямі, використовуючи закритий терен та залишаючи за собою витоптану в снігу стежку. Близько 6-ї години ввечері сотня прибула на присілок Буковина, де заквартирувала, розмістившись роями по хатах. Населення приготовлялось до свят. Жінки порались біля печей, приготовляючи страви і хоч пограбовані ВП й мали нестачу того, чого треба було б на величні свята, та настрій був веселий, бо люди чулись безпечнішими і не боялись наскоку ВП, коли в селі були відділи УПА.
Стрілецтво по хатах затягнуло пісень-коляд, згадуючи при тім своїх рідних, які певне також десь далеко засідали до Святої Вечері, згадуючи своїх рідних синів.
Близько 7-ї години вечора курінний «Коник» скликав сотенних і чотових. Сотня «Ярого» заквартирувала також в тому самому присілку. На відправі командир «Коник» сказав, що відбудеться акція на Бірчу. Далі, курінний подав план наступу на мапі, вказав відтинки поодиноких сотень, запланував зв'язок з сотнями «Бурлаки» та «Ластівки», подав клички, умовні знаки, оперативні завдання в місті, час наступу і відступу, збірний та санітарний пункти. Збірку сотень назначив на год. 8-му вечора. Повторивши свої завдання, сотенні відійшли до сотень.
О год. 8-й обидві сотні «Орського» та «Яра» зібрались на полі, подалі від хат. Після звіту командиру «Конику», наказано зробити чотирикутник і курінний промовив до стрільців: «Христос Рождається!» , «Славіте Його!» — відповіли стрільці.
Далі командир сказав:

| У цей Свят-Вечір наша мета — піти у відплатну акцію проти Бірчі, щоб знищити це вороже кубло, яке палить українські села" (показуючи в сторону присілка Ропа, де догорала решта хат), „вбиває невинних людей, старців, жінок і дітей та не дає спокійно відсвяткувати навіть того Свят-Вечора. За ті всі кривди, за пролляту українську кров, за смерть наших упавших героїв, ми сьогодні відплатимо... Замість колядок Рождества Христового, будуть грати наші повстанські кулемети і вибухати гранати. Бірчу мусимо знищити, щоб ворог не мав випадової бази. Тому ми вибрали сьогоднішній Свят-Вечір, бо ворог найменш буде того сподіватись. Ваші сотні будуть наступати із заходу, сотні «Бурлаки» і «Ластівки» зі сходу. Початок акції: год. 1-ша по півночі. В разі, якщо нас завважили б ворожі стежі чи стійки, та заалярмували стрілами, треба бігом вдертися до міста та його опанувати і не дати ворогові зорієнтуватись та зайняти оборонні позиції. Стріляти до тих, хто буде ставити спротив зі зброєю в руках; не можна стріляти до безборонних цивільних людей, не вільно нічого брати зі собою крім зброї і амуніції, виконувати накази своїх командирів, держати зв'язок та передавати точно накази по зв'язку. Сотня «Орського» маршує першою, сотня «Яра», другою. Я йду з сотнею «Орського». «Слава Україні!» | — «Героям Слава!», — відповіли стрільці.
Сотні рушили стрілецьким рядком в приписаному відступі, маршуючи в напрямі Бірчі, яка була віддалена близько 20 км, використовуючи закриття в терені. Недалеко від міста кожна сотня заняла своє призначене місце. Над місто, що лежало в долині віддалене близько 500 метрів, прибула сотня «Орського» (якою раніше командував «Громенко») о год. 2-ій вночі (спізнившись на годину від запланованого). Вояки були змучені п'ятигодинним маршом по засніжених полях та ярах. Сотня підійшла на вихідні становища з північного заходу Бірчі. Наказ по лінії: «П'ять метрів відступу один від другого, не говорити, не брязкати дисками, маршувати мовчки!» На чолі сотні, при першій чоті — (що її перебрав в той час Павленко), бо чотовий «Бартель» захворів, — йшов командир «Коник» та сотенний «Орський», за нею слідувала третя чота, а друга йшла позаду. Чоло сотні посувалося від сторони Нового Села на висоті 333 метрів, наближаючись до міста так, що найближче до міста була перша чота, третя далі, а друга ще дальше від міста. Пролунав постріл. Польські вартові помітили упівців. І майже в той самий час пролунав наказ: «Праворуч, бігом!». Зі стрілецького рядка зробилась розстрільна і повстанці бігом рушили на місто. Ворог відкрив вогонь, але ніхто не заліг, всі бігли щосили, щоб якнайскоріше добігти до перших забудувань. Чоло першої чоти, що було найближче до міста, а з нею командир «Коник», «Орський», «Павленко» та сот. політвиховник «Зорян» увігнались вже під перші будівлі і контратакою випеорли ворожі кулеметні гнізда, запалили хати, та пішли вперед. На лівому крилі горіли будинки, було чути розриви гранат, клекотів бій. З міста ВП било сильним кулеметним вогнем, вибухали гранати, палали будинки. За потоком, що не був замерзлий, було рівненьке як стіл оболоння і до міста від упівського правого крила було близько 150 метрів. Проскочити до міста було тепер неможливо. Поляки відкрили сильний вогонь по українській розстрільній, важкий кулемет з вежі костела бив по повстанських позиціях, передпілля ворог освічував безнастанно ракетами, а міномети били поза повстанську розстрільну в окопи, які ВП викопало для оборони кругом міста. Обидві повстанські чоти залягли та провадили оборонний бій. Зв'язку з першою чотою не було, бо вона ввійшла вглиб міста. Було чути також бій на відтинку сотенного «Яра». Політвиховник «Зорян» і роєвий «Чумак» отримали поранення. Перша чота загналась у місто на бункери, де йшов рукопашний бій.
Розвідка УПА доповіла, що наближалося якесь військо в сторону міста. Знаючи, що це не українці, повстанці були певні, що це йде підмога Військо Польське до Бірчі. Не маючи заднього забезпечення і ще до того, перерваний зв'язок із сотенним «Яром» та не найкращі боєві становища, упівці побоялись оточення надходячим ворогом. Тому дають наказ відступити роями під прикриттям вогню. Змінюючи становища, та прикриваючи вогнем відступ інших роїв, передові частини сотенного «Яра» та «Залізняка» відв'язались від ворога забираючи всіх поранених, і в цей спосіб після двогодинного бою відтягнули обидві чоти. Як пізніше виявилось, наближаюче військо, це справді була група Війська Польського, що квартирувала на присілку Цапури 15 км від Бірчі і почувши стріли, йшла на допомогу польській залозі. Зі збірного пункту обидві чоти сотні «Орського» та ще кілька стрільців з першої чоти, відійшли на присілок Негребки, з якого 6 січня по полудні вийшла сотня «Орського». Невдовзі відступила також і сотня «Яра». Сотні «Бурлаки» і «Ластівки» прибули із запізненням на призначені їм місця і не знаючи нічого про відступ вдарили на Бірчу з протилежного боку. Військо Польське, маючи ворога лише з одної сторони, кинуло всі свої сили проти «Бурлаки» і «Ластівки». Зав'язався бій, який тривав майже до 8-ї ранку, коли обидві сотні, вирвавшись з пів-оточення та переслідувані ворогом, відступили на призначені терени.

### Результати
Упівська акція на Бірчу не вдалась та принесла великі людські втрати. Лише із сотні «Орського» було 11 вбитих та 14 поранених, всі майже з першої чоти. Загинули курінний «Коник», сотенний «Орський» (поручник 1 УД УНА, який прийшов на весну 1944 року у відпустку з Дивізії і вже більше до Дивізії не повернувся; був раніше чотовим першої чоти в сотні Громенка, а опісля перебрав сотню в бою під Бірчою), чотовий «Павленко», ройові «Гаєвий» та «Лев», кулеметники та стрільці.
Разом загинуло 23 повстанці, ще 22 було поранено. Найважливішими причинами стали некоординованість початку акції (частина відділів через засніжений терен надто пізно прибули на місце і не було жодної технічної можливості попередити про це іншу частину), польський гарнізон виявився готовий до акції (а це були 1500 польських вояків та рота НКВС, які, крім чисельної переваги, мали можливість використовувати укріплення), повстанцям забракло важкої зброї для штурму укріплень, а згодом і амуніції для продовження бою, що затягнувся.

## Підсумки
Попри невдачу у різдвяному бою, УПА продовжувала активну діяльність, захищаючи українське населення. Польській комуністичній владі знадобилося ще більше року, аби придушити український опір. Останнім актом польсько-української війни стала сумнозвісна акція «Вісла» весною 1947 року, під час якої не лише ліквідовано структури українського підпілля на Закерзонні, але й остаточно виселено з цих теренів українське населення.
Через десятки років після описаних подій Бірча знову опинилася в епіцентрі польсько-українських суперечок. Їх причиною стало бажання представників української громади перепоховати загиблих в цьому бою повстанців на цвинтарі, за християнським звичаєм. Могила вояків УПА увійшла до присадибної ділянки мешканця Бірчі Яна Ляшкевича. Він використовував її як пасовище для корів, хоч знав про місце поховання та змінювати нічого не хотів.
Дружина одного із загиблих Анна Карванська-Байляк потратила дев'ять років намагаючись добитися від польської влади дозволу на перепоховання. У 1994 році в канцелярії Перемиського воєводи вона отримала точну відповідь, яка пояснила причини її тривалого поневіряння:
| Якби ваш уряд визнав УПА за учасника боротьби за незалежну Україну, поховали б ми їх, ваших повстанців, на нашому військовому цвинтарі в Пикуличах без проблем. Хто має то зробити за вас?. |
Історію своєї боротьби Анна Карванська виклала у книжці з промовистою назвою «Україно, визнай». Врешті, у 2000 році повстанців перепоховали на цвинтарі біля Перемишля.